# Portland Regency Hotel & Spa
La Armería del Estado de Maine (ahora Portland Regency Hotel & Spa) es un edificio histórico en Portland, el Distrito del Puerto Viejo de Maine. La Armería del Estado de Maine fue diseñada por el destacado arquitecto local Frederick A. Tompson y construida en 1895 para uso de la Guardia Nacional de Maine. En su inauguración, el entonces alcalde de Portland, James Phinney Baxter, dijo: "La posesión de un cuartel en un lugar destacado, donde los hombres siempre estarían bajo la mirada del público, sería el medio para mejorar la moral de la fuerza". En 1941, la Guardia Nacional abandonó el edificio, pero se utilizó para albergar tropas durante la Segunda Guerra Mundial y como centro de recreación. Después de la guerra, la estructura se utilizó como almacén hasta que se convirtió en el actual hotel en 1987.
Es miembro de Hoteles Históricos de América.